# Matt Cornett
Matt Cornett, född 6 oktober 1998 i Rogers, Arkansas, är en amerikansk skådespelare. Han spelar rollen som E.J. Caswell i Disney+-serien High School Musical: The Musical: The Series.

## Filmografi (i urval)
- 2013 – Southland (TV-serie)
- 2015–2016 – Bella and the Bulldogs (TV-serie)
- 2016 – The Middle (TV-serie)
- 2016 – Criminal Minds (TV-serie)
- 2017 – Speechless (TV-serie)
- 2017–2018 – Life in Pieces (TV-serie)
- 2019 – Game Shakers (TV-serie)
- 2019–2020 – The Goldbergs (TV-serie)
- 2019–2021 – High School Musical: The Musical: The Series (TV-serie)